# Kolda
Kolda es una ciudad de Senegal situada en la Alta Casamance, al sur del país, cerca de la frontera con Guinea Bissau. Es la capital de la Región de Kolda y del departamento del mismo nombre.

## Geografía
La ciudad se encuentra sobre la carretera nacional 6, comúnmente conocida como "carretera del Sur".
Las localidades más cercanas son Gaide, Sikilo, Faraba, Faramba y Sisal

### Clima y vegetación

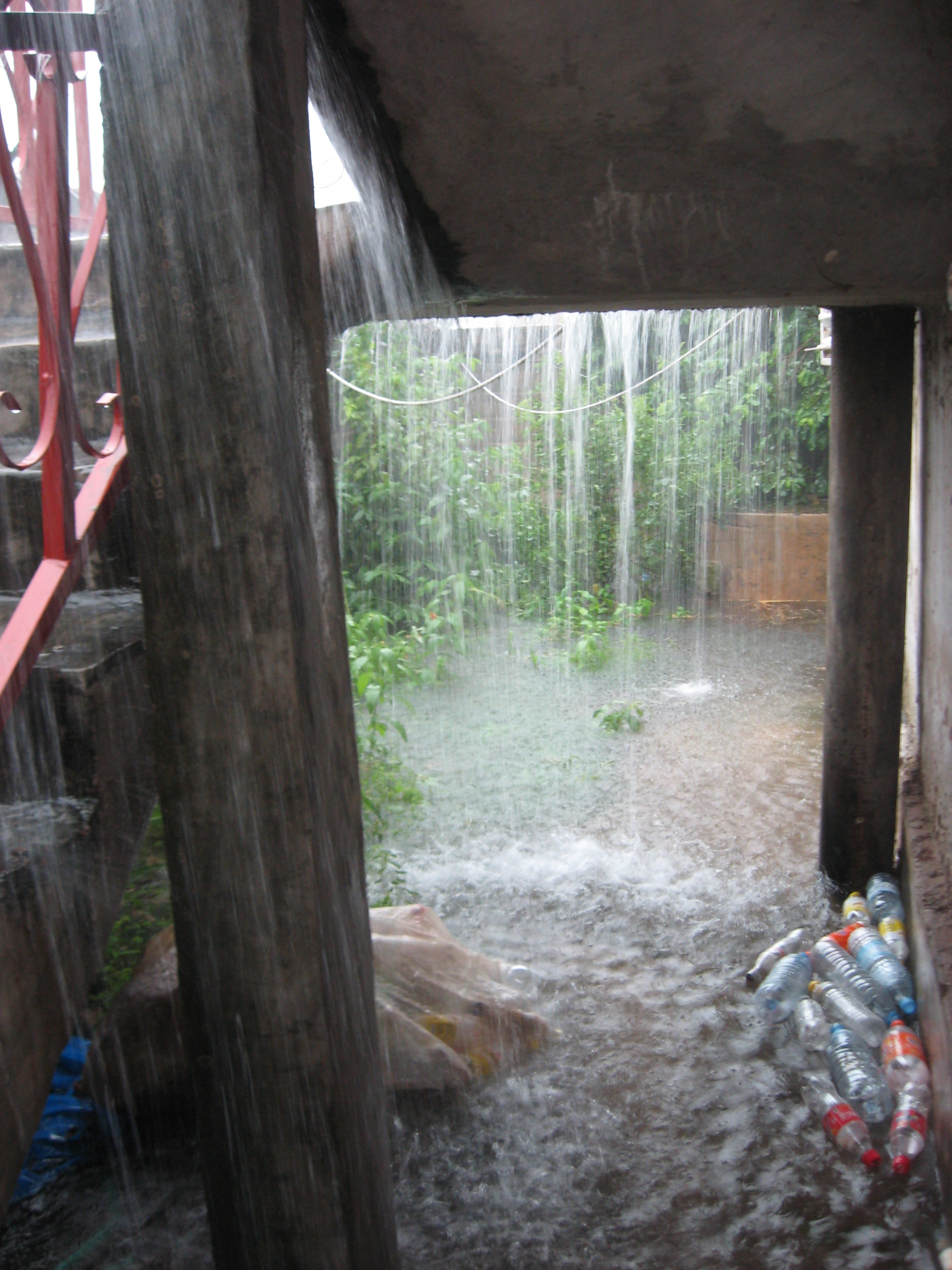
Estación húmeda en Kolda (a mediados de agosto).

La vegetación así como la pluviometría son generosas en Kolda. La estación húmeda dura entre cuatro y cinco meses, de junio a octubre, mientras que la estación seca va de noviembre a mayo, o incluso junio en ocasiones.
La temperatura media anual es de 27.7 °C con máximos de 34.9 °C en abril, mayo y octubre, y mínimas de 20.4 °C en enero y agosto.

### Población
Durante los censos de 1998 y 2002, Kolda contaba respectivamente con 34.337 y 53.921 habitantes. En 2009, según las estimaciones oficiales, la ciudad tenía una población de 65.573.
La población está constituida mayoritariamente por peuls.
La ciudad está hermanada con 
 Alhaurín de la Torre, España gracia a la acción de cooperación y ayuda a su desarrollo por una ONG española.

## Economía
Siendo una región con abundante caza, el turismo cinegético constituye una importante fuente de ingresos. Alrededor de 3.000 visitan la localidad cada año, de los cuales alrededor de 800 acuden a ella para cazar.
Kolda es servida por un aeródromo, situado en Saré Bidji, en la periferia de la ciudad.

## Personalidades nacidas en Kolda
- Bécaye Diop, Ministro de las Fuerzas Armadas
- Massamba Lô Sambou, futbolista
- Ameth Fall, general
- Sada Kane, periodista
- Abdoulaye Diallo, primer alcalde de Kolda.